# El Uaesed

El Uaesed (ook: Acqua Uadi, El Uaiscet, Ceel Wacayseed) is een gehucht bij een bron in het noorden van het district Burtinle, regio Nugaal, in de autonome regio Puntland in Somalië.

El Uaesed ligt ca. 32 km ten zuidwesten van Garowe (de hoofdstad van Puntland), iets ten oosten van de hoofdweg tussen Garowe en Galcaio (de hoofdstad van de semi-autonome regio Galmudug).